# Spermophilopsis leptodactylus
Spermophilopsis leptodactylus е вид гризач от семейство Катерицови (Sciuridae). Видът не е застрашен от изчезване.

## Разпространение и местообитание
Разпространен е в Афганистан, Иран, Казахстан, Таджикистан, Туркменистан и Узбекистан.
Обитава гористи местности, места със суха почва, дюни и степи.

## Описание
На дължина достигат до 24,3 cm.